# Aufidius Bassus
Aufidius Bassus war ein römischer Geschichtsschreiber, der in der ersten Hälfte des 1. Jahrhunderts n. Chr. lebte. Über die Person des Aufidius Bassus ist nur sehr wenig bekannt. Er war ein Freund Senecas und ein Epikureer.
Bassus verfasste zwei Geschichtswerke, die heute bis auf wenige Fragmente verloren sind: Eine Schrift namens libri belli Germanici (bzw. bellum Germanicum) über den Krieg gegen die Germanen zur Zeit des Augustus sowie ein allgemein gehaltenes Geschichtswerk (Historiae). An Letzteres knüpfte Plinius der Ältere mit seinem Geschichtswerk an (a fine Aufidii Bassi). 
Das Werk über den Germanenkrieg wurde von Bassus wohl zuerst vollendet und reichte wahrscheinlich bis ins Jahr 16 n. Chr. Die Frage, welchen Zeitraum seine Historien abdecken, ist sehr problematisch. Cassiodor benutzte das Werk zur Erstellung der Konsulatsliste der Jahre 9 v. Chr. bis 31 n. Chr. in seiner Chronik. Auch wenn bei Seneca dem Älteren ein Fragment zum Tod Ciceros überliefert ist, bedeutet dies nicht zwangsläufig, dass Bassus diese Zeit auch als Beginn für sein Werk gewählt hat. Bassus schloss wohl an Titus Livius an und schilderte die Ereignisse bis 31 n. Chr., vielleicht auch bis 41 n. Chr. oder sogar bis 54 n. Chr.
Die Historien dienten wohl mehreren späteren Geschichtsschreibern als Quelle, darunter sehr wahrscheinlich Tacitus in dessen Annalen. Tacitus erwähnt Bassus im Dialogus de oratoribus 23; Quintilian wiederum erwähnt Bassus im Zusammenhang mit dem Konsul und Geschichtsschreiber Servilius Nonianus, dessen Geschichtswerk wohl ebenfalls von Tacitus herangezogen wurde. Ronald Syme nahm zwar an, dass Nonianus eher die Hauptquelle in den Annalen darstellte, doch ist dies nicht beweisbar und resultiert aus Symes Überlegung, dass ein Senator wie Nonianus eher als Gewährsmann in Frage kommen würde als ein Mann wie Aufidius Bassus, der dem Ritterstand angehörte. Manche Forscher vermuten, dass Aufidius Bassus auch von Cassius Dio benutzt wurde.

## Textausgaben
- The Fragments of the Roman Historians (Nr. 78)